# مخمل‌ماهی سرخ
مخمل‌ماهی سرخ (نام علمی: Gnathanacanthus goetzeei) نام یک گونه از راسته عقرب‌ماهی‌سانان است.